# Ralpharia neira
Ralpharia neira is een hydroïdpoliep uit de familie Tubulariidae. De poliep komt uit het geslacht Ralpharia. Ralpharia neira werd in 1990 voor het eerst wetenschappelijk beschreven door Petersen. 